# Kỳ nhông

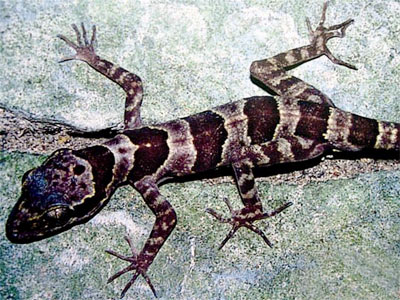
Kỳ nhông nâu (Brown iguana)

Kỳ nhông là tên địa phương để chỉ chi Nhông cát (danh pháp khoa học Leiolepis) thuộc họ Nhông (Agamidae) sống ở vùng Đông Nam Á, trong đó có Việt Nam. Cũng có khi chúng được gọi là kỳ nhông cát.
Tên gọi kỳ nhông đôi khi cũng được dùng không chuẩn để gọi các loài thằn lằn thuộc chi Cự đà (Iguana), họ Cự đà, là những loài vốn quê ở Nam Mỹ, được du nhập vào Việt Nam, chẳng hạn tại Thảo Cầm Viên Sài Gòn. Kỳ nhông có ngoại hình tương đồng với tắc kè, lớp gai cứng chạy dọc xương sống.

## Văn hóa
Đồng dao Việt Nam có câu: Kỳ nhông là ông kỳ đà, kỳ đà là cha tắc ké, tắc ké là mẹ kỳ nhông.

## Ẩm thực
Trong ẩm thực Việt Nam kỳ nhông là một món ăn, có tác dụng bổ thận, tráng dương tăng cường chức năng sinh lý. Do bị săn bắt ngày càng nhiều nên loài động vật này đang có nguy cơ bị tận diệt, một số nông dân đã bắt đầu nuôi kỳ nhông để bán thịt.